# 詹事
詹事（せんじ）は、中国で秦から清までの時代にあった官職である。皇太子、皇后、皇太后の家を管理した。三者の一部にのみ置かれたり、まったくない時もあった。正式の官名は、仕える相手から「太子詹事」、勤務する宮の名から「長信詹事」などといった。

## 秦
『漢書』「百官公卿表」によれば秦官、つまり秦の時代からあった官である。
。

## 前漢
前漢では太子、皇后、皇太后の家に置かれた。顔師古によれば、置かれた場所を詹事に付けて呼んだ。長信詹事は皇太后が長信宮にいたためであろうし、『二年律令』には永巷詹事丞が見える。前漢のはじめには宦官でない者が任じられ、宦官は詹事に属した。
太子の詹事には、補佐官である丞がついた。属官として太子率更令と家令（太子家令）があり、それぞれに太子率更丞と家丞（太子家丞）がついた。令より格下の長には、僕長（太子僕）、中盾長（中盾）、衛率長（太子衛率）、廚厩長があり、これらにもそれぞれ丞がついた。かっこの名称は、『漢旧儀』逸文にある名である。かっこを付けないのは『漢書』「百官公卿表」による。
皇后の詹事にも丞がついた。中長秋令、私府令、永巷令、倉令、蔵令、厩令、祠祀令、食官令があり、それぞれ丞がついた。
皇后のためには詹事と別に将行という官があり、景帝中6年（紀元前144年）に大長秋と改称した。成帝の鴻嘉3年（紀元前18年）に、皇后の詹事は廃止され、職務と属官は大長秋に併合された。
皇太后の家を掌る長信詹事は、漢の初めの『二年律令』で官秩二千石と規定された。景帝中6年（紀元前144年）に長信少府と改称し、元始4年（4年）に長楽少府とまた改称した。

## 後漢
『続漢書』百官志によると詹事は宦官が就任した。

## 唐
唐には詹事府の長官として太子詹事があった。